# Решение Казнера
Метрика Казнера (разработанная американским математиком Эдвардом Казнером в 1921 году и названная в его честь) — точное решение уравнений Эйнштейна. Описывает анизотропную Вселенную без материи (т. е. представляет собой вакуумное решение) и определена при размерности пространства-времени {\displaystyle D>3}. Имеет приложения в изучении гравитационного хаоса.

## Метрика и условия Казнера
Метрика при размерности пространства-времени {\displaystyle D>3} имеет вид
{\displaystyle {\text{d}}s^{2}=-{\text{d}}t^{2}+\sum _{j=1}^{D-1}t^{2p_{j}}[{\text{d}}x^{j}]^{2}},
где {\displaystyle p_{j}} — набор из {\displaystyle D-1} констант (коэффициенты Казнера). Она описывает пространство-время такое, что гиперповерхности постоянного времени плоские, однако расширяются или сокращаются с разной скоростью в разных направлениях в зависимости от значений {\displaystyle p_{j}}. Пробные частицы в этой метрике, чьи сопутствующие координаты отличаются на {\displaystyle \Delta x^{j}}, разделены физическим расстоянием {\displaystyle t^{p_{j}}\Delta x^{j}}.
Метрика Казнера является точным решением уравнений Эйнштейна в вакууме только если коэффициенты Казнера удовлетворяют следующим условиям:
{\displaystyle \sum _{j=1}^{D-1}p_{j}=1,}
{\displaystyle \sum _{j=1}^{D-1}p_{j}^{2}=1.}
Первое условие задаёт плоскость, а второе — сферу, соответственно, искомый набор коэффициентов {\displaystyle p_{j}} лежит на сфере, по которой они пересекаются. Таким образом, пространство решений лежит на сфере {\displaystyle S^{D-3}}.